# Agaath Witteman
 (octobre 2018).
Si vous disposez d'ouvrages ou d'articles de référence ou si vous connaissez des sites web de qualité traitant du thème abordé ici, merci de compléter l'article en donnant les références utiles à sa vérifiabilité et en les liant à la section « Notes et références ».
Agaath Witteman, née Agatha Catharina Cornelia Witteman Croiset le 5 avril 1942 à Oegstgeest, est une écrivaine, femme de lettres et femme politique néerlandaise.

## Carrière
Issue d'une famille d'artiste, elle est l'épouse depuis 1962, de l'acteur et écrivain Hans Croiset, avec qui elle a eu 3 enfants. Elle est la belle-fille de l'acteur Max Croiset et Jeanne Verstraete. Elle est la belle-nièce de l'actrice Mieke Verstraete et des acteurs Guus Verstraete et  Bob Verstraete. La belle-sœur de l'acteur Jules Croiset. Elle est la tante des acteurs Vincent Croiset et Niels Croiset.